# Архиепархия Фианаранцуа
Архиепархия Фианаранцуа (лат. Archidioecesis Fianarantsoaensis) — архиепархия Римско-Католической церкви с центром в городе Фианаранцуа, Мадагаскар. В митрополию Фианаранцуа входят епархии Амбуситры, Фарафанганы, Ихози, Манандзари.

## История
10 мая 1913 года Святой Престол учредил апостольский викариат Фианаранцуа, выделив его из апостольского викариата Центрального Мадагаскара (сегодня — Архиепархия Антананариву).
18 июня 1935 года и 8 января 1938 года апостольский викариат Фианаранцуа передал часть своей территории для возведения новой апостольской префектуре Ватумандри (сегодня — Архиепархия Туамасины) и апостольской префектуре Мурундавы (сегодня — Епархия Мурундавы).
14 сентября 1955 года Римский папа Пий XII выпустил буллу Dum tantis, которой преобразовал апостольский викариат в епархию и присоединил её к митрополии Тананариве (сегодня — Архиепархия Антананариву).
11 декабря 1958 года Римский папа Иоанн XXIII выпустил буллу Qui benignissima, которой возвёл епархию Фианаранцуа в ранг архиепархии.
9 апреля 1968 года и 3 июня 1999 года архиепархия Фианаранцуа передала часть своей территории для возведения новых епархий Манандзари и Амбуситры.

## Ординарии архиепархии
- епископ Шарль Живеле (16 мая 1913 — 9 декабря 1935);
- архиепископ Ксавье Фердинан Ж. Тойе (23 декабря 1936 — 2 апреля 1962);
- архиепископ Жильбер Раманантоанина (2 апреля 1962 — 26 января 1991);
- архиепископ Филибер Рандриамбололона (17 декабря 1992 — 1 октября 2002);
- архиепископ Фюльжанс Рабемахафали (1 октября 2002 — настоящее время).

## Источник
- Annuario Pontificio, Ватикан, 2007
- Булла Dum tantis Архивная копия от 27 марта 2010 на Wayback Machine, AAS 48 (1956), стр. 113  (лат.)
- Булла Qui benignissima Архивная копия от 3 марта 2013 на Wayback Machine  (лат.)